# Мухаммад Ауфи
Садид ад-Дин (или Нур ад-Дин) Мухаммад ибн Мухаммад Бухари Ауфи́ (перс. سدید الدین محمد عوفی‎‎), (араб. سدید الدین محمد عوفی‎‎; конец XII в. — 1-я половина XIII в.) — персидский учёный, филолог из Бухары, историк. В русскоязычной литературе встречается написание имени Мохаммед Ауфи или Мухаммед Авфи.

## Биография
Садид ад-Дин Ауфи родился в Бухаре в конце XII века в именитой семье. Жил в Самарканде, Хорасане, Систане, Индии. Служил при дворе самаркандских Караханидов. После начала монгольского нашествия эмигрировал в Индию.
Садид ад-Дин Ауфи является составителем первой известной нам антологии (тазкира) стихов на персидском с древнейших времён — «Сердцевины сердцевин» («Лобаб уль-альбаб», напис. 1220). Эта работа содержит краткие сведения о поэтах и является важным источником для изучения их творчества. В 1223 году Садид ад-Дин Ауфи перевёл с арабского языка известное сочинение ат-Танухи «Радость после трудности» («Аль-фарадж бад аш-шидда»). В 1228 году он составил прозаический сборник «Собрание рассказов и светочи преданий» («Джаваме уль-хикаят ва лаваме ур-риваят»), в котором содержится свыше 2 тыс. кратких рассказов главным образом исторического характера.

## Сочинения
- Лобаб аль-альбаб. — изд. Э. Брауна и М. Казвини. — Лейден, 1903—1906. — Т. 1—2.
- Джаваме оль-хекаят ве лаваме ор-реваят... / под ред. М. Моина, ч. 1. — Тегеран, 1335 с. г. х. (1956).